# Zekkyō
Zekkyō (絶叫?; ...) è una fumettista e illustratrice giapponese laureata alla Nippon dezainā gakuin (日本デザイナー学院? lett. Istituto per designer giapponese).

## Opere
Manga
- Toradora! (come illustratrice, storia originale di Yuyuko Takemiya. Pubblicata sul mensile Dengeki Daioh)
- Jū Ten!

Illustrazioni
- Druid-san, Welcome!

Antologie Manga
- Arcana; Zero Sum Original Anthology Series
  - Arcana 9